# Veliki Bukovec (Mače)
Veliki Bukovec is een plaats in de gemeente Mače in de Kroatische provincie Krapina-Zagorje. De plaats telt 362 inwoners (2001).